# Christian Ludwig Brehm
Christian Ludwig Brehm (24 gennaio 1787 – 23 giugno 1864) è stato un ornitologo tedesco.

## Biografia
Nato nelle vicinanze della città di Gotha, nella Turingia, studiò all'università di Jena. Nel 1813 divenne pastore del villaggio di Renthendorf, presso Lipsia, dove rimase fino alla morte avvenuta nel 1864.
Appassionato di ornitologia, fu autore di numerose opere riguardanti l'avifauna tedesca; nella sua vita accumulò una collezione di oltre 15.000 uccelli impagliati, che nel 1900 finirono nella collezione di Walter Rothschild, II barone Rothschild presso il villaggio di Tring, nell'Hertfordshire.
Christian Ludwig Brehm fu il padre di Alfred Edmund Brehm, insigne naturalista e scrittore.

## Opere
- C.L. Brehm: Beiträge zur Vögelkunde 3 Bde, ab Bd. 3 in collaborazione con W. Schilling. - Neustadt a. Orla 1820-1822.
- C.L. Brehm: Lehrbuch der Naturgeschichte aller europäischen Vögel, 2 Bde. - Jena 1823-1824
- C.L. Brehm: Ornis oder das neueste und Wichtigste der Vögelkunde - Jena 1824-1827, primo giornale ornitologico.
- C.L. Brehm: Handbuch der Naturgeschichte alle Vögel Deutschlands - Ilmenau 1831.
- C.L. Brehm: Handbuch für den Liebhaber der Stuben-, Haus- und aller der Zähmung werthen Vögel - Ilmenau 1832.
- C.L. Brehm: Der Vogelfang - Leipzig 1836.
- C.L. Brehm: Der vollständige Vogelfang - Weimar 1855.
- C.L. Brehm: Die Kunst, Vögel als Bälge zu bereiten - Weimar 1842.
- C.L. Brehm: Die Wartung, Pflege und Fortpflanzung der Canarienvögel - Weimar 1855, 2. Aufl. Weimar 1865, 3. Aufl. Weimar 1872, 4. Auflage Weimar 1883, 5. Aufl. Weimar 1893.
- C.L. Brehm: Die Naturgeschichte und Zucht der Tauben - Weimar 1857.
- E. Baldamus, C.L. Brehm, John Wilhelm von Müller & J.F. Naumann: Verzeichnis der Vögel Europa's. als Tausch-Catalog eingerichtet. - Stuttgart 1852
- C.L. Brehm: Monographie der Papageien oder vollständige Naturgeschichte aller bis jetzt bekannten Papageien mit getreuen und ausgemalten Abbildungen, im Vereine mit anderen Naturforscher herausgegeben von C.L. Brehm. - Jena e Parigi 1842-1855